# Яцек Домінік
Яцек Домінік (пол. Jacek Dominik; нар. 15 липня 1969, Пясечно) — польський державний службовець, який недовго обіймав посаду єврокомісара у 2014 році.
У Варшавському університеті Домінік здобув ступінь бакалавра права та адміністрації, де пізніше також здобув ступінь магістра права та економіки Європейських Співтовариств. З 1993 по 1998 рік був посадовою особою Міністерства фінансів, до того як у 1998 році став фінансовим радником постійного представника Польщі при Європейському Союзі. У 2004 році повернувся до Польщі, щоб бути радником у Міністерстві фінансів, з 2004 по 2006 рік, коли він став заступником державного секретаря в Міністерстві фінансів. Він також був членом Адміністративної ради Банку розвитку Ради Європи, заступником керуючого Європейського банку реконструкції та розвитку та директором Європейського інвестиційного банку.
На виборах до Європейського парламенту 2014 року чотири діючі єврокомісари були обрані членами Європейського парламенту (МЄП), що вимагало відставки з Комісії. Одним із чотирьох був польський комісар Януш Левандовський. Домінік був призначений наступником Левандовського на посаді уповноваженого з фінансового програмування та бюджету у другій Комісії Баррозу, обіймавши цю посаду з 16 липня 2014 року по закінчення терміну повноважень Комісії 1 листопада 2014 року.